# فراهمی انبوه

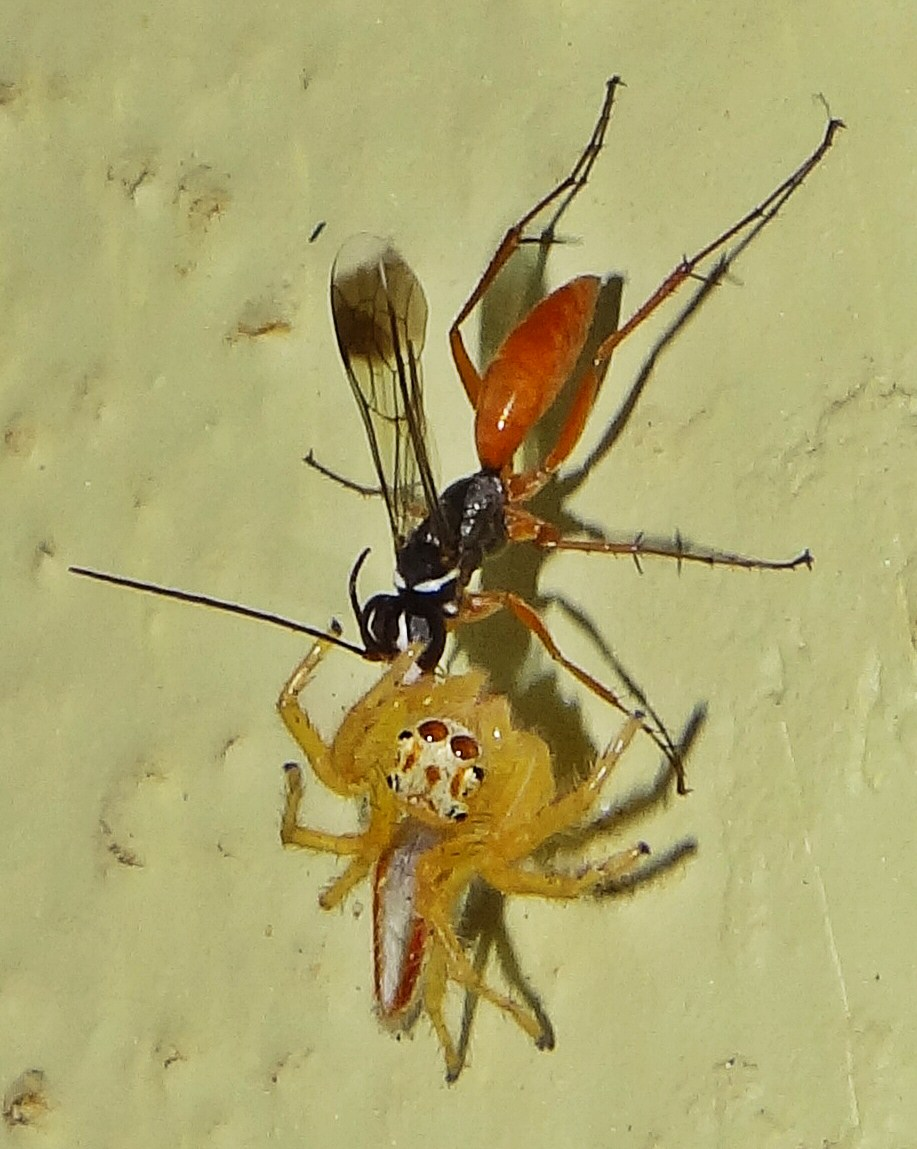
یک زنبور عنکبوتی (زنبورهای تارتنک‌گیر) در حال کشیدن یک عنکبوت جهنده (Salticidae) برای انجام فراهمی در لانه خود

فراهمی انبوه (به انگلیسی: Mass provisioning)، شکلی از سرمایه‌گذاری والدین است که در آن یک حشره بالغ، معمولاً یک پرده‌بال مانند زنبور عسل یا زنبور بی‌عسل، تمام غذا را برای هر یک از فرزندان خود پیش از تخم‌گذاری در یک اتاقک کوچک (یک «سلول») یعنی تخم ذخیره می‌کند. این رفتار هم در زنبورهای منفرد و هم در زنبورهای اجتماعی رایج است، اگرچه اساساً در زنبورهای اجتماعی وجود ندارد.